# Lista siturilor arheologice din județul Bihor - L
Lista siturilor arheologice din județul Bihor - L conține toate siturile arheologice din județul Bihor înscrise în Repertoriul Arheologic Național (RAN) și aflate în localități al căror nume începe cu litera L. RAN este administrat de Ministerul Culturii și Patrimoniului Național și cuprinde date științifice, cartografice, topografice, imagini și planuri, precum și orice alte informații privitoare la zonele cu potențial arheologic, studiate sau nu, încă existente sau dispărute.
Puteți căuta un sit din localitățile care încep cu litera L folosind formularul de mai jos sau puteți naviga prin toate siturile din județ la Lista siturilor arheologice din județul Bihor.
| Cod RAN                                  | Denumire | Localitate                          | Adresă             | Datare                                    | Descoperit | Coordonate | Imagine           | Erori            |
| ---------------------------------------- | --- | ----------------------------------- | ------------------ | ----------------------------------------- | ---------- | ---------- | ----------------- | ---------------- |
| 27720.01.01                              | Așezarea eneolitică de la Lorău- Peștera Boiului / ansamblu anonim (Categorie: locuire civilă) (Tip: Așezare)                | sat Lorău, comuna Bratca            | Peștera Boiului    | Cluj - Cheile Turzii - Lumea Nouă - Iclod |            |            | Încărcați imagine | Raportați eroare |
| 30194.03.01                              | Așezarea neolitică de la Livada de Bihor- Poligonul Turcilor / ansamblu anonim (Categorie: locuire civilă) (Tip: Așezare)    | sat Livada de Bihor, comuna Nojorid | Poligonul Turcilor |                                           |            |            | Încărcați imagine | Raportați eroare |
| 30194.03.02                              | Așezarea neolitică de la Livada de Bihor- Poligonul Turcilor / ansamblu anonim (Categorie: locuire civilă) (Tip: Așezare)    | sat Livada de Bihor, comuna Nojorid | Poligonul Turcilor | sec. I-II                                 |            |            | Încărcați imagine | Raportați eroare |
| 30194.01.01 (Cod LMI: BH-I-m-B-00980.03) | Situl arheologic de la Livada de Bihor - "Între răchitișuri" / ansamblu anonim (Categorie: locuire civilă) (Tip: Așezare)    | sat Livada de Bihor, comuna Nojorid | Între răchitișuri  |                                           |            |            | Încărcați imagine | Raportați eroare |
| 30194.01.02 (Cod LMI: BH-I-m-B-00980.02) | Situl arheologic de la Livada de Bihor - "Între răchitișuri" / ansamblu anonim (Categorie: locuire civilă) (Tip: Așezare)    | sat Livada de Bihor, comuna Nojorid | Între răchitișuri  | sec. II - III                             |            |            | Încărcați imagine | Raportați eroare |
| 30194.01.03 (Cod LMI: BH-I-m-B-00980.01) | Situl arheologic de la Livada de Bihor - "Între răchitișuri" / ansamblu anonim (Categorie: locuire civilă) (Tip: Așezare)    | sat Livada de Bihor, comuna Nojorid | Între răchitișuri  | sec. IV                                   |            |            | Încărcați imagine | Raportați eroare |
| 30194.02.01 (Cod LMI: BH-I-m-B-00981.02) | Situl arheologic de la Livada de Bihor - "Cuptoriște" / ansamblu anonim (Categorie: descoperire funerară) (Tip: Necropolă)   | sat Livada de Bihor, comuna Nojorid | Cuptoriște         | geto-dacică                               |            |            | Încărcați imagine | Raportați eroare |
| 30194.02.02 (Cod LMI: BH-I-m-B-00981.01) | Situl arheologic de la Livada de Bihor - "Cuptoriște" / ansamblu anonim (Categorie: descoperire funerară) (Tip: Așezare)     | sat Livada de Bihor, comuna Nojorid | Cuptoriște         | sec. X - XVI                              |            |            | Încărcați imagine | Raportați eroare |
| 27276.01.01 (Cod LMI: BH-I-s-B-00982)    | Fortificația medievală timpurie de la Luncșoara - "Cetățuia" / ansamblu anonim (Categorie: fortificație) (Tip: Fortificație) | sat Luncșoara, comuna Aușeu         | Cetățuia           | sec. IX - XIII                            |            |            | Încărcați imagine | Raportați eroare |